# پیتون راندولف
پیتون راندولف (به انگلیسی: Peyton Randolph) (۱۰ سپتامبر ۱۷۲۱ – ۲۲ اکتبر ۱۷۷۵) یک کشاورز و مقام عمومی از مستعمره ویرجینیا بود. وی به عنوان رئیس مجلس نمایندگان ویرجینیا، بزرگ‌ترین رئیس کنگره‌های ویرجینیا و نخستین رئیس‌جمهور کنگره قاره‌ای خدمت کرد.

## اوایل زندگی
راندولف در تازول هال، ویلیامزبرگ، ویرجینیا، از یک خانواده برجسته متولد شد، پسر ویلیام راندولف و سوزانا بورلی، دختر پیتر بورلی؛ برادرش جان راندولف بود. پیتون راندولف ۱۵ ساله بود که پدرش درگذشت.
راندولف در کالج ویلیام و مری تحصیل کرد و بعداً در لندن در رشته حقوق تحصیل کرد و در سال ۱۷۴۳ به عضویت وکالت درآمد. او بزرگسالی خود را در ویلیامزبورگ گذراند.

## درگذشت و میراث
او به مدت ۵ ساعت دچار آپوپلکسی شد و هنگام صرف غذا با توماس جفرسون در فیلادلفیا در ۲۲ اکتبر ۱۷۷۵ درگذشت.
بقایای وی به ویلیامزبورگ بازگردانده شد و در کلیسای کالج ویلیام و مری به خاک سپرده شد.
از آنجا که کنگره قاره‌ای وظایف دولتی خود را برای کل مستعمرات به عهده گرفته بود، مانند تعیین سفیران، برخی راندولف را اولین رئیس‌جمهور ایالات متحده می‌دانند، حتی اگر در سال ۱۷۷۵ قبل از تأسیس حکومت ایالات متحده درگذشته باشد.
شهرستان رندالف، کارولینای شمالی، رندولف، ماساچوست، شهرستان رندولف، ایندیانا، برای بزرگداشت دولت استعمار نامگذاری شدند.
در طول جنگ جهانی دوم، ناو هواپیمابر یواس‌اس رندولف (سی‌وی-۱۵) به افتخار او نامگذاری شد.
خانه پیتون راندولف در سال ۱۹۷۰ به عنوان یک بنای تاریخی ملی اعلام شد.